# Persisk arab
Den persiska araben är en uråldrig hästras som härstammar från Persien med sina rötter i det arabiska fullblodet, även om den är något kraftigare än den normala araben. Idag finns inte många hästar kvar av rasen men aveln har utökat vilket visar att rasen är på väg tillbaka. Namnet Persisk arab innefattar ett stort antal regionala typer över hela Iran.

## Historia
Den persiska arabhästen har existerat i det gamla Persien sedan år 2000 f.Kr och är troligtvis en förgrening av det arabiska fullblodet som har funnits i mer än 4000 år. Den persiska varianten kom fram av skillnaden i aveln mellan de olika områdena i Mellanöstern och på arabiska halvön och även på grund av de olika familjer som avlade dem i Iran och det gamla Persien. Utseendet som liknar arabens har också sin förklaring i att båda raserna har fötts upp på samma förutsättningar med tufft klimat, mager föda och tuff terräng och att de har samma bas i orientaliska ökenhästar. Dessa ökenhästar kan sedan även spåras till både turkmenska hästar och hästraser från Mellanöstern, Turkiet och östra Asien. Dessa orientaliska hästar härstammade även från en av hästarnas förfäder, Häst typ 4 som var en smal och liten ökenhäst.
De iranska uppfödarna fångade även in vilda ökenhästar från Negevöknen för att förbättra sina stammar. Utgrävningar i Iran har visat att de vilda hästarna funnits i området långt innan de blev tamdjur vilket bevisat att den persiska arabens skillnader i utseende och temperament inte enbart berott på människans avel.
De persiska araberna innefattade ett stort antal typer av araber som föddes upp över hela Persien. De olika hjordarna med araber hade då namn efter de familjer som födde upp dem och det dröjde ända fram till 1900-talets början innan alla dessa arabiska hästar började gå under begreppet persisk arab.
Antalet persiska araber sjönk drastiskt under 1950-talet eftersom landet härjades svårt av afrikansk hästpest. Eftersom hästarna var persernas största transportmedel innan bilen uppfanns så satsades det stort på återuppbyggnad av rasen men iranierna led av brist på både pengar, mat och vatten för hästarna vilket gjorde att uppfödarna fick gå väldigt lugnt tillväga.
De södra delarna av Khuzestan är idag hästarnas hemvist där de föds upp och uppfödarna menar själva att efterfrågan på hästarna ökar konstant. Mycket på grund av att ridsport och galoppsport för araber har varit ett ökande intresse sedan slutet av 1900-talet i Mellanöstern. Uppfödarna i området har varit väldigt strikta och hårda på att föda upp hästarna med hjälp av ett noggrant planerat och selektivt avelsprogram för att behålla linjerna rena utan inblandning av andra raser eller ens andra sorters araber.

## Egenskaper
Den persiska araben har i stort sett samma egenskaper som det arabiska fullblodet. De är snabba, uthålliga och flexibla hästar som lätt anpassar sig till olika klimat. De har gått från att vara simpla transportdjur och körhästar till ridsporthästar med hög klass. Den persiska araben är oftast vit- eller gråskimmel, brun eller fux. I enstaka fall föds även en del hästar svarta men det är relativt ovanligt. De persiska araberna är cirka 145–155 cm i mankhöjd men kan även bli både mindre eller högre än detta.
Utseendet är typiskt arabiskt med ädla, orientaliska drag. Huvudet har arabens kända, trekantiga form med bred panna, liten mule, inåtbuktande nosprofil och stora ögon och näsborrar. Likt araben är nacken naturligt böjd och svansen hålls högt när hästen är i rörelse. Precis som den vanliga araben kan den persiska araben ha enbart 17 par revben i jämförelse med 18 som hos andra raser. Arabiska hästar kan även ha sexton svanskotor istället för arton och enbart fem ländkotor istället för sex. Den persiska araben är dock lite kraftigare än den ursprungliga araben men de innehar samma livliga men fromma temperament. Den persiska araben har ingått i utvecklingen av bland annat den persiska hästrasen Tcheneran, den kurdiska hästen från Kurdistan och Darashourin från Farsregionen i Iran.